# Пневмосклероза
Пневмосклерозата е уплътняване на белия дроб поради разрастването на съединителната тъкан в органа. Може да възникне след възпалителен процес (абцес, туберкулоза, бронхит и др.), след инфаркт, системни заболявания на съединителната тъкан, прекарани шокови състояния и др.
В зависимост от разпространеността, пневмосклерозата може да бъде системна (дифузна) и ограничена (огнищна). Дифузната пневмосклероза има вид на белезникави ивици. Те се намират разпространени по хода на бронхите и кръвоносните съдове. При огнищната пневмосклероза може да се установят различно големи, хлътнали, обикновено с тъмен сивкаво-черен цвят плътни участъци.